# 新未來民主黨
新未來民主黨（韩语：／），前稱新未來，為文在寅政府的前任國務總理李洛淵成立的自由主義政黨，成立於2024年2月19日。

## 歷史

### 成立背景
李洛淵於2020年1月卸任文在寅政府的首任國務總理後，隨即於同年八月當選為共同民主黨的黨魁，至翌年三月因參與民主黨總統候選人初選而辭去黨魁一職。2021年9月，李洛淵辭去國會議員職務，為求在落後的初選中顯示背水一戰的精神。翌月，其競爭對手李在明在合計得票中超過50%，以約15萬票之差當選為民主黨的總統候選人。在確定落選後，李洛淵陣營曾一度向民主黨中央提出選舉異議，表示選舉方式計票令李在明能以僅僅過半的得票直接獲得候選人資格，但若計算中途退選的丁世均和金斗官候選人的得票，兩人則需進入決選。最終，民主黨中央駁回李陣營的異議。
李洛淵在2022年地方選舉後，宣布前往美國喬治·華盛頓大學，以訪問研究員身份研習韓半島和平與國際政治，為期一年。2023年6月，李洛淵結束研修回國，重啟在韓國的政治活動。期間，李洛淵之活動多以演說為主，未有重返主要政治舞台。
2023年11月，李洛淵在接受專訪時，指出尹錫悅政府的人事安排粗暴、經濟政策未有思考未來，形容為一個「最糟糕的倒退政府」。同時，他指責時任民主黨黨魁李在明牽涉的訴訟案件，影響到民主黨的道德，並指黨內的民主和多樣性受到壓制，政策和願景的努力被掩蓋。他分析，執政國民力量黨並不會在來年舉行的國會選舉中獲勝，而民主黨亦不會大獲全勝，因此認為第三勢力的支持者將超過過往大選的平均水平。

### 成立過程

新未來時期政黨標誌

2023年12月中，李洛淵宣布以明年1月為目標，推進創建新政黨。他指出，民主黨在李在明的領導下已演變成他的「私黨」，留在民主黨呼籲進行內部改革是徒勞無功的行為。然則，在李洛淵宣布創黨後，民主黨內超過100名國會議員隨即聯署反對其構想，認為創立新黨將令民主黨和支持勢力分裂，敦促黨內領導層進行溝通。
2024年1月11日，李洛淵宣布退出共同民主黨，並與前日退黨的「原則和常識」系國會議員（反李在明議員，包括金鐘民、尹永燦、李元旭及趙應天）、梁香子創立的韓國希望黨，及李俊錫的改革新黨等第三勢力政黨，探討合作的可能。其後，「原則和常識」系表示將獨立創黨，成立「未來大聯合」創黨預備委員會，而李洛淵則成立新未來黨創黨預備委員會。2024年2月4日，兩黨達成合併協議，統合成新未來黨，黨名採用較高支持度的「新未來」。
2024年2月9日，新未來與改革新黨、新選擇及原則和常識四個第三地帶政黨宣布合黨方案，並提出以李洛淵、李俊錫為共同代表的方案。然則，該案在十日後因議會選舉主導權問題而破裂，四黨合併計劃流產。

### 2024年國會選舉
新未來在2024年國會選舉中僅取得1席（世宗特別自治市甲選區），但該席次僅因民主黨候選人李永宣的差距投機事件，被民主黨取消公推，民主黨系無人參選而得到了漁翁之利。政黨得票率方面，新未來亦只獲得 1.7%，低於全軍覆沒的綠色正義黨 (2.1%)。
2024年9月1日，新未來唯一的國會議員金鍾民宣布退黨，令新未來成為院外政黨。同月9日，變更黨名為「新未來民主黨」。

## 政治理念
新未來黨以第三地帶的路線為主，強調目前韓國政治分裂的狀況，指出需要對話和合作，以團結國民及計劃未來的政治。該黨旨在成為承載多種市民夢想和未來的市民平台，並以拯救民生及民主主義為綱領。

## 主要選舉記錄

### 國會選舉
| 年度 | 選舉   | 贏得席位 | 區域得票數 | 區域得票率 | 區域席位 | 比例得票數 | 比例得票率 | 比例席位 | 選舉結果       | 領袖           |
| ---- | ------ | -------- | ---------- | ---------- | -------- | ---------- | ---------- | -------- | -------------- | -------------- |
| 2024 | 第22屆 | 1 / 300  | 200,502    | 0.70%      | 1 / 254  | 483,827    | 1.71%      | 0 / 46   | ▼ 4 ; 第七大黨 | 李洛淵、金鍾民 |

## 外部連結
- 官方网站